# Giải trí

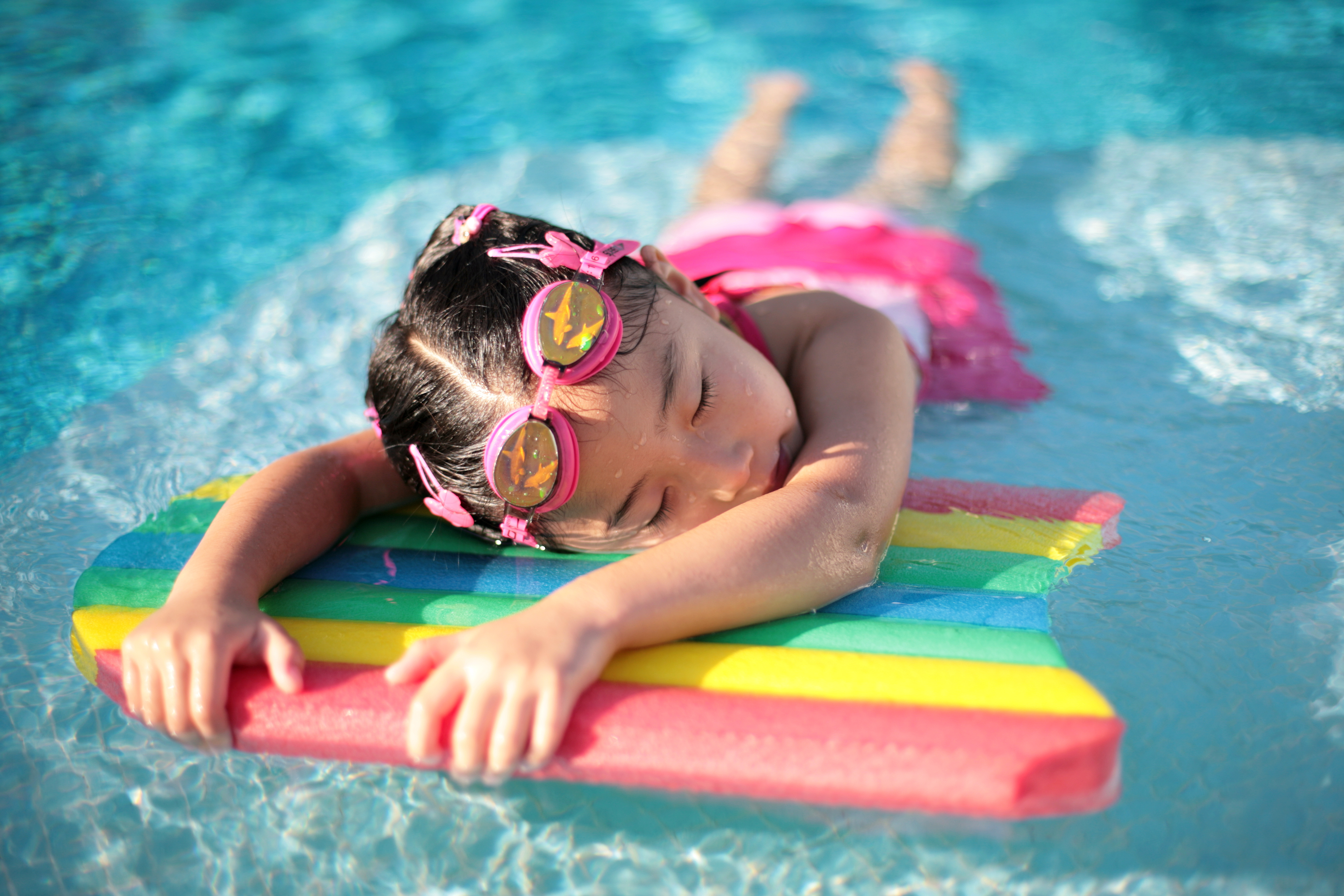
Một bé gái đang bơi

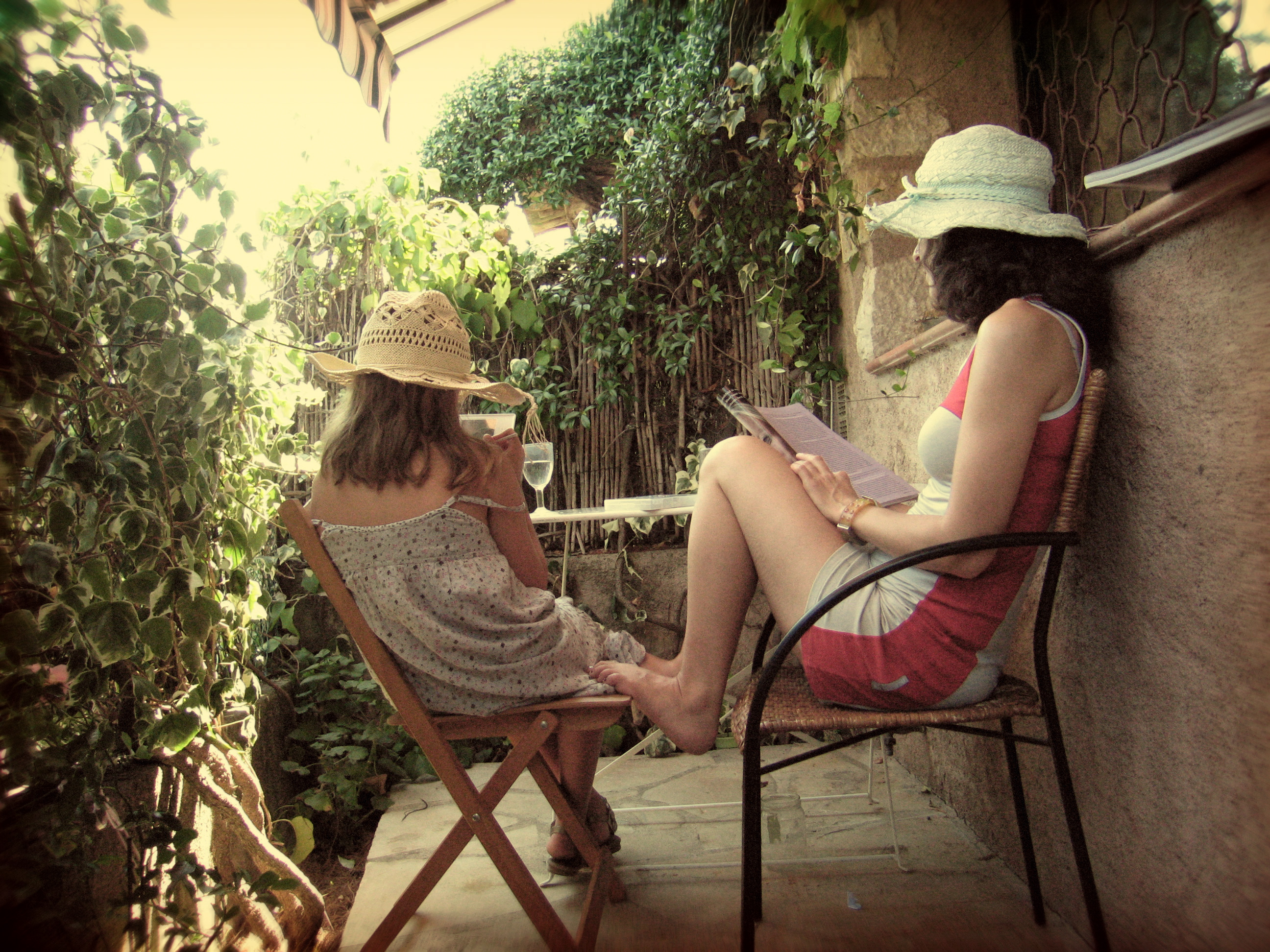
Đọc sách và thư giãn cuối tuần ở một góc vườn nhà tại Pháp

Giải trí là hoạt động thẩm mỹ trong thời gian rỗi, nhằm giải tỏa căng thẳng trí não, tạo sự hứng thú cho con người và là điều kiện phát triển con người một cách toàn diện về trí tuệ, thể lực và thẩm mỹ.

## Định nghĩa và phân loại
Hoạt động giải trí nằm trong hệ thống các loại hoạt động của con người; và là hoạt động duy nhất không gắn với nhu cầu sinh học nào.
Theo tác giả Đoàn Văn Chúc, có bốn dạng hoạt động mà con người phải thực hiện, đó là:
- Hoạt động lao động sản xuất để đảm bảo sự tồn tại và phát triển của các cá nhân và của cả xã hội. Đó là nghĩa vụ xã hội của mỗi người.
- Hoạt động thuộc các quan hệ cá nhân trong xã hội như chăm sóc con cái, chăm sóc gia đình, thăm viếng họ hàng, bạn bè... Đó là nghĩa vụ cá nhân của mỗi người.
- Hoạt động thuộc đời sống vật chất của con người như nấu nướng, ăn uống, nghỉ ngơi, vệ sinh cá nhân... Đó là hoạt động thỏa mãn nhu cầu vật chất của mỗi người.
- Hoạt động thuộc đời sống tinh thần của mỗi cá nhân như thưởng thức nghệ thuật, chơi các trò chơi, sinh hoạt tôn giáo... Đó là hoạt động thỏa mãn nhu cầu tinh thần của mỗi người.

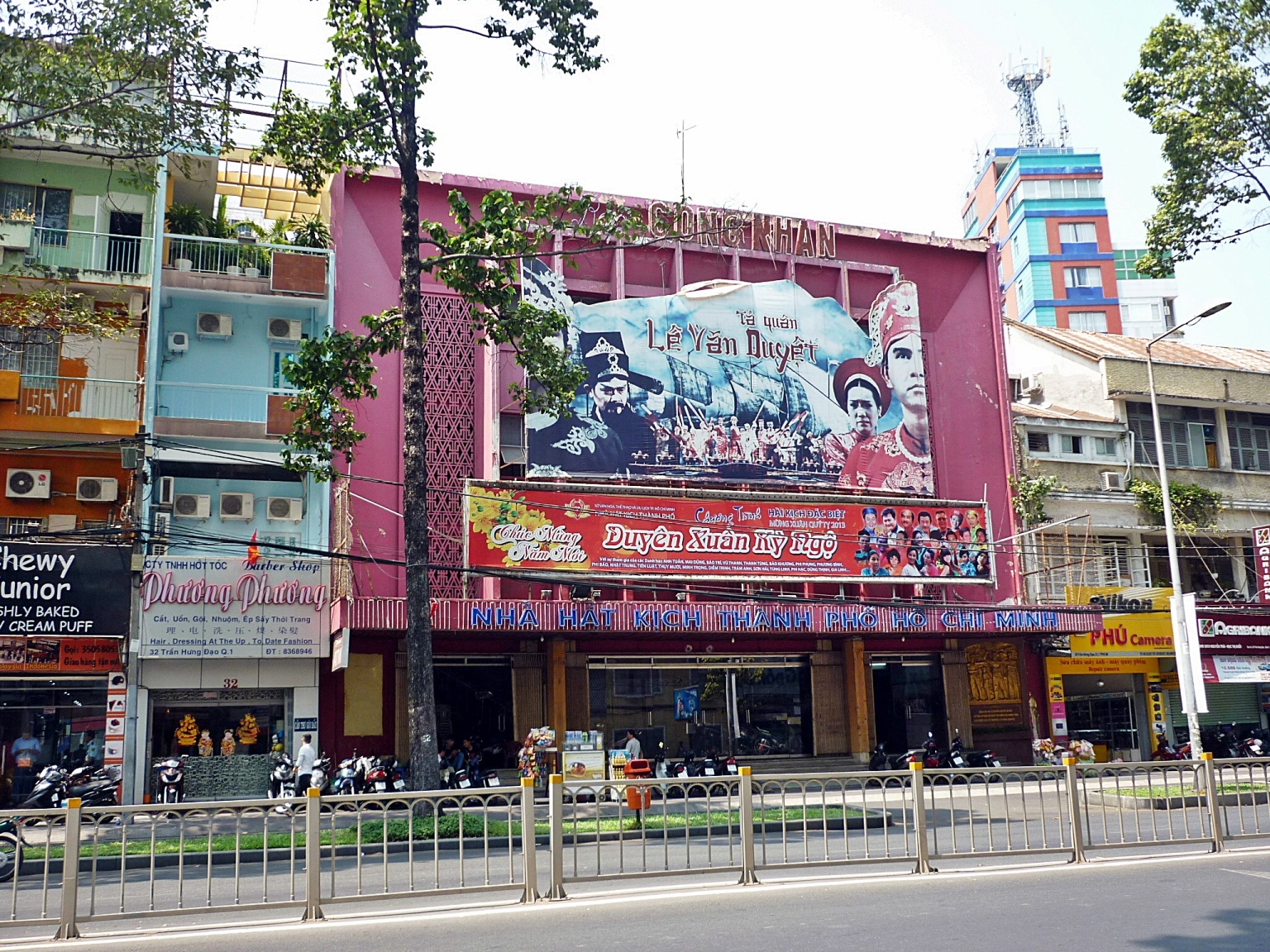
Nhà hát kịch thành phố Hồ Chí Minh trên đường Trần Hưng Đạo quận 1.

Giải trí là dạng hoạt động cuối cùng trong số bốn dạng hoạt động trên. Nó mang tính chất tự do hơn các dạng hoạt động còn lại. Vì không gắn với nhu cầu sinh học nào, nó không hề mang tính cưỡng bức; con người có quyền lựa chọn theo sở thích, trong khuôn khổ hệ chuẩn mực của xã hội. Nó là bước chuyển từ những hoạt động nghĩa vụ, bổn phận sang những hoạt động tự nguyện. Nó đồng thời là những hoạt động không mang tính vụ lợi nhằm mục đích giải tỏa sự căng thẳng tinh thần để đạt tới sự thư giãn, thanh thản trong tâm hồn và cao hơn, đó là sự rung cảm về thẩm mĩ. Thời gian dành cho hoạt động này được gọi là thời gian rỗi.

### Thời gian rỗi
Thời gian dành cho hoạt động giải trí, thời gian rỗi, là những khoảng thời gian mà cá nhân không bị bức bách bởi những nhu cầu sinh tồn, không bị chi phối bởi những nghĩa vụ cá nhân hoặc sự đòi hỏi bởi nhu cầu vật chất. Con người hoàn toàn tự do, thoát khỏi những băn khoăn, lo lắng thường nhật. Khi đó, với sự thanh thản về trí óc, sự bay bổng về tâm hồn, họ tìm đến những hoạt động giải trí.

### Nhu cầu giải trí

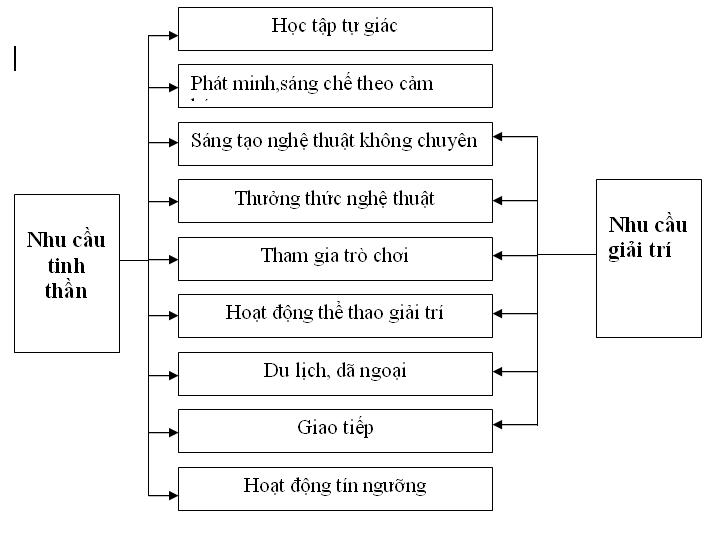
Sơ đồ: Nhu cầu giải trí như một bộ phận của nhu cầu tinh thần.

Giải trí cũng là nhu cầu của con người vì nó đáp ứng những đòi hỏi bức thiết từ phía cá nhân. Nhu cầu giải trí là động cơ của hoạt động giải trí. Khi xuất hiện nhu cầu giải trí, con người bị thôi thúc hành động để thỏa mãn nhu cầu đó. Nhu cầu giải trí thuộc các bậc cao của thang nhu cầu con người do không gắn liền với sự tồn tại sinh học mà là sự vươn cao, nhằm thỏa mãn nhu cầu tinh thần, tự hoàn thiện và tự khẳng định mình. Nhu cầu giải trí cũng là một bộ phận quan trọng cấu thành các nhu cầu tinh thần

## Lịch sử
Hoạt động kể chuyện thông qua từ, hình ảnh, âm thanh và cử chỉ là một hình thức giải trí đã ra đời từ rất sớm.